# Lamprosema obscuralis
Lamprosema obscuralis là một loài bướm đêm trong họ Crambidae.